# Wilcote
Wilcote är en by i civil parish North Leigh, i distriktet West Oxfordshire, i grevskapet Oxfordshire, i England. Byn är belägen 5 kilometer från Witney. Wilcote var en civil parish fram till 1932 när blev den en del av North Leigh. Denna civil parish hade 15 invånare år 1931. Byn nämndes i Domedagsboken (Domesday Book) år 1086, och kallades då Widelicote.